# Bottenberg
Bottenberg ist ein Stadtteil von Freudenberg im Kreis Siegen-Wittgenstein in Nordrhein-Westfalen mit rund 260 Einwohnern.

## Geografie
Bottenberg liegt im oberen Talende des Heuslings auf einer Höhe zwischen 340 und 390 m ü. NN, einem Zufluss des Fischbachs. Höchster Berg in der Umgebung ist der Häseler Kopf mit 403,9 m Höhe. Im Norden grenzt der Ort fast an den Büschergrunder Teil Anstoß.
Nachbarorte von Bottenberg sind Büschergrund im Norden, Lindenberg im Nordosten, Oberheuslingen im Südosten und Süden und Freudenberg im Westen.

## Geschichte
Bottenberg wurde im Jahr 1461 erstmals urkundlich erwähnt.
Im Zuge der kommunalen Gebietsreform wurde das Amt Freudenberg am 1. Januar 1969 aufgelöst, Bottenberg wurde ein Teil der neugebildeten Stadt Freudenberg.

### Einwohnerzahlen
Einwohnerzahlen des Ortes:
| Jahr | Einwohner |
| ---- | --------- |
| 1818 | 66        |
| 1885 | 97        |
| 1895 | 115       |
| 1905 | 135       |
| 1910 | 122       |

| Jahr | Einwohner |
| ---- | --------- |
| 1925 | 131       |
| 1933 | 128       |
| 1939 | 119       |
| 1950 | 168       |
| 1961 | 162       |

| Jahr | Einwohner |
| ---- | --------- |
| 1967 | 202       |
| 1994 | 288       |
| 2000 | 284       |
| 2010 | 276       |
| 2011 | 274       |

| Jahr | Einwohner |
| ---- | --------- |
| 2017 | 255       |
| 2019 | 257       |
| 2020 | 251       |
| 2021 | 252       |
| 2022 | 253       |

## Infrastruktur und Verkehrsanbindung
Bottenberg liegt unmittelbar östlich der Kreisstraße 20, die Büschergrund mit Oberheuslingen verbindet. Die nächste Auffahrt zur Bundesautobahn 45 ist „Freudenberg“, nur etwa einen Kilometer entfernt. Industrie findet man keine im Ort.
In Bottenberg gibt es zwei Bushaltestellen (Bottenberg und Bottenberger Höhe), welche durch die Lokalbuslinie L150 der Verkehrsbetriebe Westfalen-Süd bedient werden. Die Linie verkehrt zweistündlich in Richtung Oberfischbach und Freudenberg, jedoch nur auf Vorbestellung.